# 札格瑞布主教座堂
札格瑞布主教座堂是位於克羅埃西亞首都札格瑞布的一座天主教堂。札格瑞布主教座堂是克羅埃西亞天主教會的中心。在匈牙利王國統治時期，札格瑞布主教座堂曾被稱為聖斯特法諾主教座堂。現在的正式名稱則是聖母蒙召升天主教座堂。札格瑞布主教座堂是克羅埃西亞最著名的建築物，入口左右兩側的高塔高105米，是克羅埃西亞最高的建築物。教堂始建於1094年，在韃靼入侵時曾在1242年被毀，在13世紀末時按照哥特式建築風格重建。1512年至1521年期間，為防範鄂圖曼軍隊入侵，曾在教堂附近修建城牆。17世紀鄂圖曼軍隊撤退後再次開始修建高塔，並且將建築風格改為巴洛克式建築。1880年的札格瑞布地震使得札格瑞布和教堂都嚴重受損，之後教堂按哥特復興式建築風格重建。

## 外部連結

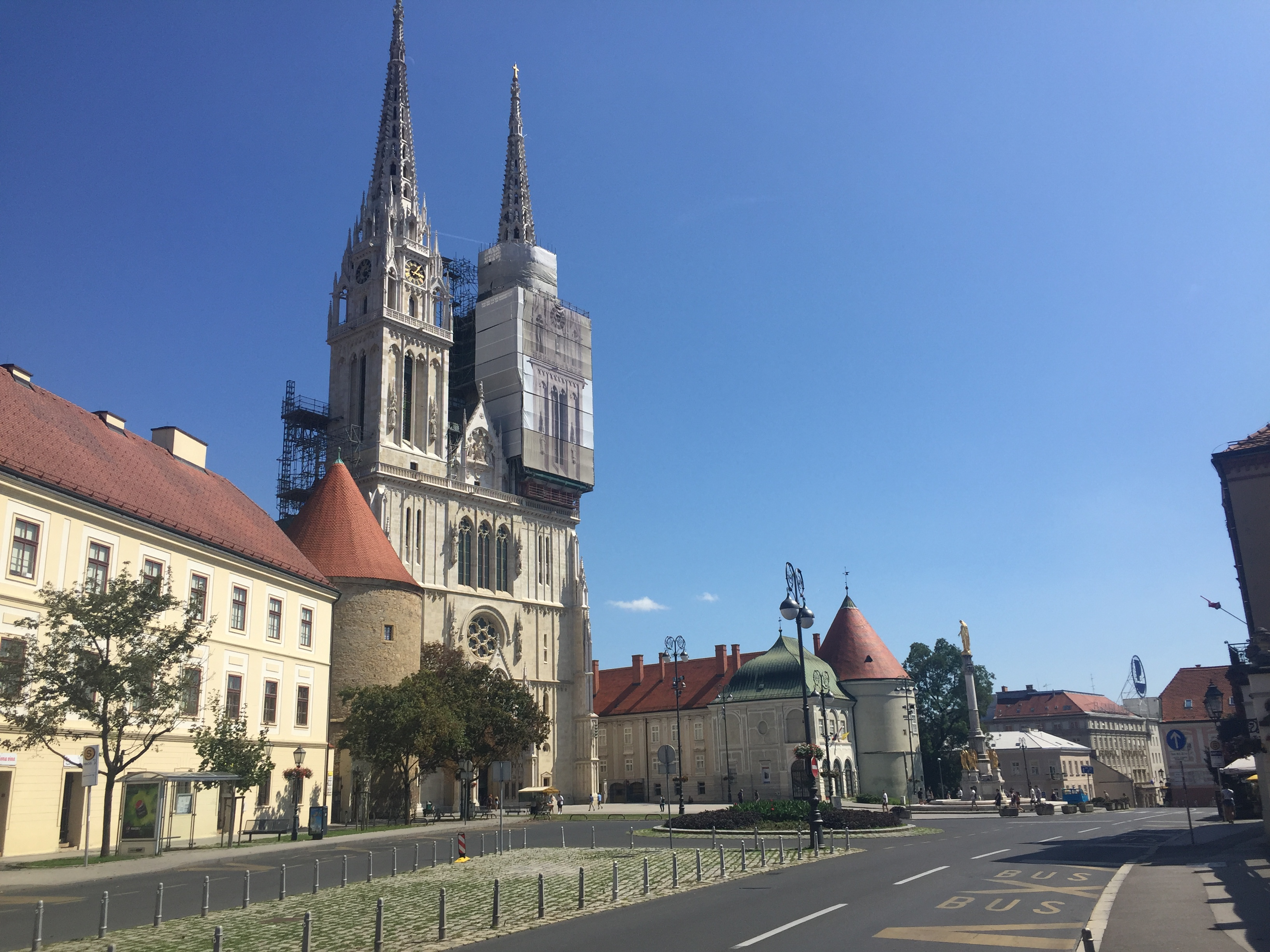
札格瑞布主教座堂

- Zagrebačka katedrala （页面存档备份，存于） （克羅埃西亞文）
- "Đavlova glava u zagrebačkoj katedrali" （克羅埃西亞文）